# Чекотилло, Андрей Маркович
Андрей Маркович Чекотилло (17 [29] сентября 1886, Черкассы, Киевская губерния — 1968) — советский учёный-геолог, мерзлотовед и инженерный геолог, доктор технических наук.
Известен как каторжник царского правительства, учёный секретарь и заместитель директора Института мерзлотоведения АН СССР.

## Биография
Родился 17 сентября 1886 года в городе Черкассы (Киевская губерния, Российская империя) в семье земледельцев.
Учился в ремесленном училище.
В 1904 году был организатором ученических кружков в Николаевской организации РСДРП.
В 1905 году вёл агитационную работу в Одесской и Севастопольской организации РСДРП.
Участвовал в террористических актах и в нападении на кабинет старосты мещанской управы с требованием денег и бланков паспортов. Был арестован в Севастополе в июне 1906 года. 18 октября 1906 года осуждён Одесским военно-окружным судом в Севастополе Осуждён (по 126 ст. Уголовного уложения и 114, 1629 ст.) на 6 лет и 8 месяцев каторги.
Отбывал наказание в Бутырках (1906—1907), в Александровском централе (1907—1910), был в ссылке на разных станциях Амурской железной дороги (с 1910).
После пocлe Фeвpaльcкoй peвoлюции 1917 года возглавил Комитет общественной безопасности (КОБ) в городе Алексеевске (Амурская область), руководил городом во Временном правительстве.
Инженер по строительству дорог.
Преподаватель Московского химико-технологического института.
Работал в Комитете вечной мерзлоты Академии наук СССР. Изучал наледи и вечную мерзлоту.
Основное место работы с 1939 года — Институт мерзлотоведения имени В. А. Обручева АН СССР — учёный секретарь и заместитель директора, помощник директора — академика В. А. Обручева. Имел с ним большую переписку.
В 1958 году после ампутации обеих ног лежал в больнице и готовил книгу «История Амурской каторги» (осталась не опубликованной).
Скончался[где?] в 1968 году.[уточнить]

## Семья
- Сын Чекотилло, Кирилл Андреевич — учёный-океанолог, Лауреаты Государственной премии СССР в области науки и техники (1970).

## Членство в организациях
- Меньшевик РСДРП, член Общества каторжан и ссыльнопоселенцев (членский билет № 537), в 1920—1930 годах[9]
- Комиссия по изучению вечной мерзлоты (КИВМ) при АН СССР.
- Институт мерзлотоведения имени В. А. Обручева АН СССР — заместитель директора, редактор.

## Публикации
- Наледи и борьба с ними. 1940.